# 点群
数学における点群（てんぐん、英: point group）とはある図形の形を保ったまま行う移動操作のうち、少なくとも1つの不動点を持つものを元とする群のこと。
このような抽象的な群の概念を導入することによって、物理学や化学における結晶や分子対称性を数学的に記述することができる。そのような応用との関係からふつう3次元ユークリッド空間における変換の範疇で考えることが多い。

## 対称操作
正四面体を、ある面の重心を通る垂線の回りに120度回転させてももとの正四面体と区別はつかない。このようにある図形に対して、もとの図形と区別がつかないように移動を行う操作を対称操作という。
このような、3次元ユークリッド空間における対称操作には以下の7つの種類がある。
1. 恒等操作 - 何の移動もしない。
2. 回転操作 - 図形上のすべての点をある軸（対称軸）に対して回転させる。
3. 鏡映操作 - 図形上のすべての点をある面（対称面）について面対称に移動させる。
4. 反転操作 - 図形上のすべての点をある点（対称中心）について点対称に移動させる。
5. 回映操作 - 図形上のすべての点をある軸(回映軸)に対して回転させた後、その軸に垂直な面について面対称に移動させる。
6. 回反操作 - 図形上のすべての点をある軸(回反軸)に対して回転させた後、その軸上の一点について点対称に移動させる。
7. 並進操作 - 図形上のすべての点を平行移動させる

この中で並進操作以外では少なくとも1つの点が不動点となる。恒等操作では図形上のすべての点が、回転操作では回転軸上の点が、鏡映操作では鏡映面上の点が、反転操作では対称中心が、回映操作では回映軸上の1点が、回反操作では回反軸上の1点が不動点となっている。
それぞれの操作を特徴付けている対称軸、対称面、対称中心、回映軸、回反軸は対称要素とよばれる。

## 点群
同じ図形に関するふたつの対称操作 a と b との積 a × b を、考えている図形に対し a に続いて b を施してえられる対称操作と定義する。そうすると、ある図形の並進操作以外の対称操作の集合は次のように群の公理を満たしている。
1. 結合法則 : 任意の操作 a, b, c について (a × b) × c = a × (b × c) が成立。
2. 単位元 : 恒等操作 e が存在して、任意の操作 a について a × e = e × a = a となる。
3. 逆元 : 任意の操作 a に対し、a × a−1 = a−1 × a = e となる a−1 が必ず存在する。

この群のことを与えられた図形の点群という。よって対称性や対称操作について数学的に分析するには、群論の知識を用いて行うことができる。
例えば底面が正三角形の三角錐（正四面体ではない）では、頂点から底面に下ろした垂線は3回軸である。また、この垂線と三角錐の稜線を含む面（3つある）は鏡映面である。したがって、この図形では、対称操作として、恒等操作、120度時計回りの回転操作、120度反時計回りの回転操作、3つの鏡映操作が可能である。この6つの対称操作が群をつくることは、どの2つの連続操作も1つの操作で表現されることからわかる。

## 点群を表す記号
点群を記述するのには以下の2つの方法がある。
- シェーンフリース記号：物理学や化学で用いられる。
- ヘルマン・モーガン記号（国際記法）：結晶学で用いられる。

例えば底面が正三角形の三角錐の点群はシェーンフリース記号では C3v、ヘルマン・モーガン記号では 3m と表記される。

## 点群の既約表現
点群の対称操作の間の掛算関係に対応した関係をもつ行列を、その点群の表現行列といい、これらの対称操作に対応する一組の行列を、その点群の表現と呼ぶ。対称性という抽象的なものの集まりである点群は一見すると捉えどころがないように見えるので、それを目に見える具体的な形にする手段が「表現」である。一般にある1つの点群について、いくつもの表現が可能である。表現行列の性質は、その指標(トレース)によって特徴づけられる。指標をまとめて表にしたものを指標表と呼ぶ。
ある表現がより簡単な表現に分解することができる場合、その表現を可約表現と呼ぶ。これ以上は分解できない表現を既約表現と呼ぶ。可約表現から既約表現への直和分解(簡約)は、適当な相似変換によって行うことができる。なお相似変換をしても指標は変化しない。
考えている系がある対称性をもつ場合、その系の様々な特性は、最も基本的なものを合わせることで構成されていると考えられる。点群という数学的手法で対称性を取り扱うことで、その対称性における最も基本的なもの（既約表現）は何かを知ることができる。

### 記号
点群の既約表現を表す記号には3通りある。
- ベーテ記号

いつでも Γ と書き、その下に添字として一連の番号をつける方法。
- マリケン記号

表現の次元数によって記号を変える。1次元の既約表現ならば A もしくは B, 2次元ならば E, 3次元ならば T とする。必要に応じてこれらに適当な添字をつける。
- BSW記号（Bouckaert–Smoluchowski–Wigner 記号）

固体物理学においてよく用いられる。

## 例

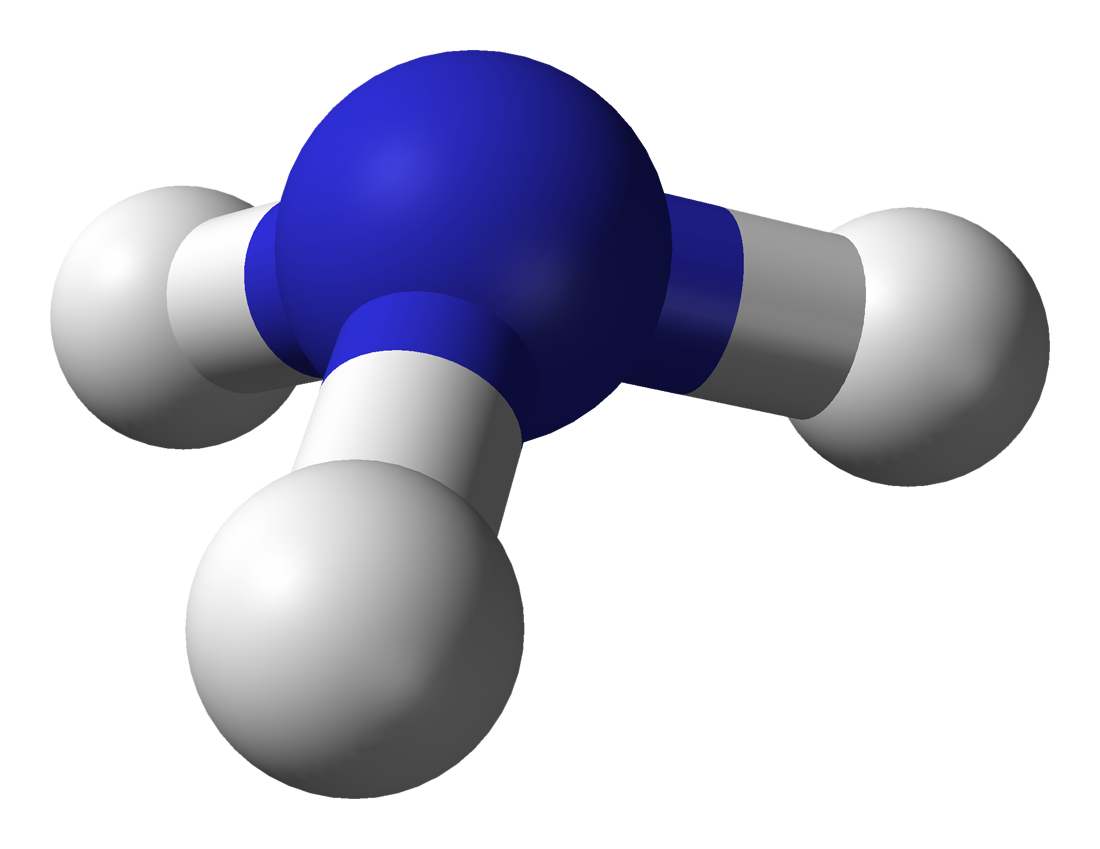
C_{3v}対称性をもつアンモニア分子。1つの窒素分子と3つの水素分子からなる。

ここでは例としてアンモニア分子の対称性を取り扱う。アンモニア分子の対称操作は恒等操作 E, 回転操作 C3, C3−1, 鏡映操作 σv1, σv2, σv3 である。これらの対称操作を集めたもの（集合）は群をなす。この群はシェーンフリース記号を用いてC3vと表す：
{\displaystyle {\boldsymbol {C_{3v}}}=\{E,C_{3},C_{3}^{-1},\sigma _{v1},\sigma _{v2},\sigma _{v3}\}.}

### 群表(積表)
点群C3vのそれぞれの元の積を考えると、次のような表を作成することができる。
|      | E    | C3   | C3−1 | σv1  | σv2  | σv3  |
| ---- | ---- | ---- | ---- | ---- | ---- | ---- |
| E    | E    | C3   | C3−1 | σv1  | σv2  | σv3  |
| C3   | C3   | C3−1 | E    | σv3  | σv1  | σv2  |
| C3−1 | C3−1 | E    | C3   | σv2  | σv3  | σv1  |
| σv1  | σv1  | σv2  | σv3  | E    | C3   | C3−1 |
| σv2  | σv2  | σv3  | σv1  | C3−1 | E    | C3   |
| σv3  | σv3  | σv1  | σv2  | C3   | C3−1 | E    |

赤で示した部分は点群 C3 = {E, C3, C3−1} の積表になっている。

### 部分群
点群C3vの部分群は{E}、{E, σv1}、{E, σv2}、{E, σv3}、{E, C3, C3−1}、{E, C3, C3−1, σv1, σv2, σv3}の6つである。また真部分群は{E, σv1}、{E, σv2}、{E, σv3}、{E, C3, C3−1}の4つである。

### 剰余類
C3vの6つの元を分類する方法の1つとして剰余類がある。C3vの部分群として例えばH={E, σv1}を選び、それぞれの元に右からσv2とσv3を作用させると、Hσv2={σv2, C3}とHσv3={σv3, C3−1}が得られる。HとHσv2とHσv3は共通の元を持たず、C3vの全ての元はこの３つの集合で表されている。よって、
{\displaystyle {\boldsymbol {C_{3v}}}=H+H\sigma _{v2}+H\sigma _{v3}}
それぞれの項を右剰余類と呼び、このようにC3vを分解することを、Hを法とする右剰余類分解と呼ぶ。
同様に左剰余類による分解もできる。
{\displaystyle {\boldsymbol {C_{3v}}}=H+\sigma _{v2}H+\sigma _{v3}H}
このように右剰余類の個数と左剰余類の個数はともに3つで同じある。しかしHσv2≠σv2Hであり、一般的に右剰余類と左剰余類の内容は異なる(ただし後述の正規部分群を法とした場合は一致する)。

### 共役類
C3vの6つの元を分類する別の方法として共役類（あるいは単に類）がある。点群C3vのある元Gとその逆元G−1で各元をはさんだものを作り、それらをまとめると次のような表が得られる。
| G        | E    | C3   | C3−1 | σv1  | σv2  | σv3  |
| -------- | ---- | ---- | ---- | ---- | ---- | ---- |
| GEG−1    | E    | E    | E    | E    | E    | E    |
| GC3G−1   | C3   | C3   | C3   | C3−1 | C3−1 | C3−1 |
| GC3−1G−1 | C3−1 | C3−1 | C3−1 | C3   | C3   | C3   |
| Gσv1G−1  | σv1  | σv3  | σv2  | σv1  | σv3  | σv2  |
| Gσv2G−1  | σv2  | σv1  | σv3  | σv3  | σv2  | σv1  |
| Gσv3G−1  | σv3  | σv1  | σv2  | σv2  | σv1  | σv3  |

この表を見ると、集合 Cl2 = {C3, C3−1} はいかなる元 G とその逆元 G−1 ではさんでも、やはり {C3, C3−1} のままであることがわかる。また集合 Cl1 = {E} と Cl3 = {σv1, σv2, σv3} についても同様である。
{\displaystyle {\boldsymbol {C_{3v}}}={\boldsymbol {C}}l_{1}+{\boldsymbol {C}}l_{2}+{\boldsymbol {C}}l_{3}}
このそれぞれの項を共役類（または単に類）と呼ぶ。

### 正規部分群（不変部分群）
C3vの真部分群の中でも、C3 = {E, C3, C3−1} は、2つの共役類 Cl1 = {E}と Cl2 = {C3, C3−1} の和になっている。
{\displaystyle {\boldsymbol {C_{3}}}={\boldsymbol {C}}l_{1}+{\boldsymbol {C}}l_{2}}
このような真部分群のことを正規部分群（不変部分群）と呼ぶ。
正規部分群C3を法として点群C3vを剰余類分解すると、右剰余類と左剰余類が一致することがわかる。
{\displaystyle {\boldsymbol {C_{3v}}}={\boldsymbol {C_{3}}}+{\boldsymbol {C_{3}}}\sigma _{v1}={\boldsymbol {C_{3}}}+\sigma _{v1}{\boldsymbol {C_{3}}}}

### 商群
正規部分群C3では右剰余類と左剰余類が一致する（C3σv1 = σv1C3）。よって剰余類の積を定義すると、それらの剰余類は群をなすことがわかる。このような剰余類を元とする群のことを商群（または剰余群、因子群）と呼び、C3v/C3と表す。
{\displaystyle {\boldsymbol {C_{3v}}}/{\boldsymbol {C_{3}}}=\{{\boldsymbol {C_{3}}},{\boldsymbol {C_{3}}}\sigma _{v1}\}}
商群C3v/C3では、正規部分群C3が単位元となる。点群の場合と同様に、商群についても次のような積表を作ることができる。
|       | C3    | C3σv1 |
| ----- | ----- | ----- |
| C3    | C3    | C3σv1 |
| C3σv1 | C3σv1 | C3    |

### 簡約
まず適切な基底を用いて、可約表現を作る。ただし基底としては、考えたい問題を反映したもの選ばなければならない。例えばアンモニアの窒素原子の電子状態を対称性の観点から考えたいときは、窒素原子のs軌道やp軌道を基底として選ぶこともできる。分子振動を考えたいときは、N–H結合の振動を表すベクトルを基底として選ぶこともできる。また何を基底に選ぶかによっていろいろな表現行列を作ることができ、問題を複雑にしないためには基底を上手に選ぶ必要がある。
ここでは例としてアンモニア分子の3つの水素原子のs軌道 H1, H2, H3 を基底として選んでみる。
- 恒等操作 E ではそれぞれの水素原子の位置は変わらないから、表現行列は単位行列となり指標は +3。

{\displaystyle {\begin{pmatrix}1&0&0\\0&1&0\\0&0&1\\\end{pmatrix}}{\begin{pmatrix}\ H1\\\ H2\\\ H3\\\end{pmatrix}}={\begin{pmatrix}\ H1\\\ H2\\\ H3\\\end{pmatrix}}}
- C3（1/3回転）ではH1→H2、H2→H3、H3→H1のように変換されるから表現行列の指標は 0。

{\displaystyle {\begin{pmatrix}0&1&0\\0&0&1\\1&0&0\\\end{pmatrix}}{\begin{pmatrix}\ H1\\\ H2\\\ H3\\\end{pmatrix}}={\begin{pmatrix}\ H2\\\ H3\\\ H1\\\end{pmatrix}}}
- 窒素原子を通る平面での鏡映操作では、1つの水素原子だけが変換されないので指標は +1。

{\displaystyle {\begin{pmatrix}1&0&0\\0&0&1\\0&1&0\\\end{pmatrix}}{\begin{pmatrix}\ H1\\\ H2\\\ H3\\\end{pmatrix}}={\begin{pmatrix}\ H1\\\ H3\\\ H2\\\end{pmatrix}}}
よってこの基底での可約表現Γの指標は次のように表される
|   | E | 2 C3 | 3 σv |
| Γ | 3 | 0    | 1    |
今回のような場合は「対称操作によって動いたs軌道の数だけ+1とする」というルールを設定すれば、表現行列を作らずともこの可約表現の指標表は作れる。
次に可約表現を既約表現に簡約する。C3vの既約表現の指標表は次のように与えられる。
|    | E | 2 C3 | 3 σv |                  |                         |
| A1 | 1 | 1    | 1    | z                | x2 + y2, z2             |
| A2 | 1 | 1    | −1   | Rz               |                         |
| E  | 2 | −1   | 0    | (Rx, Ry), (x, y) | (x2 − y2, xy), (xz, yz) |
ここで可約表現にそれぞれの既約表現が含まれる数は、簡約公式より
- A1：｛(3 × 1) + 2(0 × 1) + 3(1 × 1)} ÷ 6 = 1
- A2：｛(3 × 1) + 2(0 × 1) + 3(1 × (−1))} ÷ 6 = 0
- E： {3×2）+ 2(0 × (−1)) + 3(1 × 0)} ÷ 6 = 1

よって可約表現 Γ は2つの既約表現 A1 と E に簡約される。
{\displaystyle \Gamma =A_{1}+E.}

## 結晶点群・空間群
正五角形で平面を埋め尽くすことはできない。例えば72度回転する回転操作は並進操作とは両立しない。このように点群の中で並進操作と両立するものは限られており、3次元の場合は32種しか存在しない。
結晶においては並進操作が成り立たなければならないから、この32種の結晶に許される点群を特に結晶点群という。
結晶点群に含まれる対称操作に並進操作を加えた場合も群を作る。これは空間群と呼ばれる。空間群は全部で230種類ある。

## 点群の応用例
- 結晶の対称性
- 分子の電子状態：分子軌道法、混成軌道、ヒュッケル法
- 結晶場理論、配位子場理論
- 分子振動：赤外吸収スペクトル、ラマンスペクトル
- 格子振動